# Zonska obrana
U nogometu, košarci i vaterpolu, zona je vrsta obrane kojom se prekidaju protivnički napadi, oduzimaju lopte i kreće u protunapad. 

## U košarci
Zonska obrana (ZO) zasniva se na teoriji da je svaki igrač obrane odgovoran za označena obrambena područja određena položajima lopte za vrijeme igre. Svaki igrač odbrane gleda loptu i kreće se sinkronizirano s kretanjem lopte. Iako je lopta najvažnija treba voditi računa i o protivničkim igračima. Ubacivanje napadača u poziciju opasnu po koš dovodi do promjena osnovnih kretanja igrača u ZO. Nadalje kretanja u ZO ovise i o toga da li protivnički igrač prima loptu ili je dodaje. Ako protivnički igrač dođe u poziciju iz koje bi mogao uspješno šutirati, najbliži ga obrambeni igrač u tome treba spriječiti presijecajući mu put kretanja. Odbrana se postavlja između napadača s loptom i napadača koji se ubacuje u dobru poziciju za šut. 
Uigranost neke ZO ne može se zamisliti bez komunikacije između igrača. Prodor unutar ZO prvi je znak slabosti u bilo kojoj ZO.

### Vrste zonske obrane
Tip ZO određuje se prema rasporedu igrača od prednje linije prema košu. Primjenjuju se dva tipa ZO; s parnim (2-2-1; 2-1-2 i 2-3) ili neparnim frontom obrane (1-2-2; 1-3-1 i 3-2).

## Unutanje poveznice
- Zonski presing
- Nogomet
- Košarka
- Vaterpolo